# Formicopsella
Formicopsella is een geslacht van wantsen uit de familie van de Miridae (Blindwantsen). Het geslacht werd voor het eerst wetenschappelijk beschreven door Bertil Robert Poppius in 1914.

## Soorten
Het genus bevat de volgende soorten:

- Formicopsella magniceps Linnavuori, 1975
- Formicopsella potiskum Linnavuori, 1996
- Formicopsella regneri Poppius, 1914